# Claude Peschier
Claude Peschier, né en 1947, est un kayakiste français.

## Biographie
Claude Peschier remporte la médaille d'or en kayak monoplace individuel et en kayak monoplace par équipes aux Championnats du monde de slalom 1969 avec Patrick Maccari et Alain Colombe. Il est aussi médaillé de bronze en kayak monoplace par équipes aux Championnats du monde de slalom 1967 avec Claude Lutz et Jean-Louis Olry. C'est le premier médaillé d'or français des championnats du monde de canoë kayak slalom. 
Il est le père de Benoît et Nicolas Peschier.
Le stade d'eaux vives de Bourg Saint Maurice porte son nom depuis 2018 en hommage à son exploit de 1969.